# گمینا سکوملین
گمینا سکوملین (به لهستانی:  Gmina Skomlin) یک گمینا در لهستان است که در شهرستان ویلون واقع شده‌است. گمینا سکوملین ۵۴٫۹۵ کیلومتر مربع مساحت و ۳٬۴۱۶ نفر جمعیت دارد.